# Furuholmen
Ne doit pas être confondu avec Furuholmen (Lindås).
Furuholmen est une île norvégienne dans le comté de Hordaland. Elle appartient administrativement à Storebø.

## Géographie
Rocheuse et couverte de quelques arbres, elle s'étend sur environ 113 m de longueur pour une largeur approximative de 50 m. Elle compte une habitation et une jetée.